# Frank Ordenewitz
Frank Ordenewitz, nemški nogometaš, * 25. marec 1965, Bad Fallingbostel, Zahodna Nemčija.
Za zahodnonemško reprezentanco je odigral dve uradni tekmi.